# 小サクルダーイ経
『小サクルダーイ経』（しょうサクルダーイきょう、巴: Cūḷasakuludāyi-sutta, チューラサクルダーイ・スッタ）とは、パーリ仏典経蔵中部に収録されている第79経。『善生優陀夷小経』（ぜんしょううだいしょうきょう）とも。
類似の伝統漢訳経典としては、『中阿含経』（大正蔵26）の第208経「箭毛経」がある。
釈迦が、外道の修行者サクルダーイに仏法を説く。

## 構成

### 登場人物
- 釈迦
- サクルダーイ  - 外道（ジャイナ教）の修行者

### 場面設定
ある時、釈迦はラージャガハ（王舎城）のカランダカニヴァーパ（竹林精舎）に滞在していた。
そこで釈迦が外道の遊行者たちの元に訪れると、その中の一人であるサクルダーイが、釈迦に教えを請う。
釈迦はサクルダーイの質問に答えつつ、四禅、三明などを説く。
サクルダーイは法悦し、帰依を誓う。

## 日本語訳
- 『南伝大蔵経・経蔵・中部経典3』（第11巻上） 大蔵出版
- 『パーリ仏典 中部（マッジマニカーヤ）中分五十経篇II』 片山一良訳 大蔵出版
- 『原始仏典 中部経典3』（第6巻） 中村元監修 春秋社